# Новый Куюк
Новый Куюк (баш. Яңы Көйөк) — деревня в Янаульском районе Башкортостана, относится к Истякскому сельсовету.

## Географическое положение
Расположена на крайнем севере республики в месте слияния рек Буй и Сандугач (протекают соответственно у северной и восточной окраин деревни) — по рекам в данном месте проходит граница республики с Пермским краем. Дорог с твёрдым покрытием нет. Расстояние до:
- районного центра (Янаул): 18 км,
- центра сельсовета (Истяк): 12 км,
- ближайшей ж/д станции (Янаул): 18 км.

## История
Деревня возникла до Великой Отечественной войны, когда в ней действовал колхоз «Алга».
В 1982 году население — около 70 человек.
В 1989 году — 44 человека (19 мужчин, 25 женщин).
В 2002 году — 13 человек (8 мужчин, 5 женщин), башкиры (100 %).
В 2010 году — 2 человека (2 мужчины, 0 женщин).

## Население
| 2002 | 2009 | 2010 |
| ---- | ---- | ---- |
| 13   | ↘7   | ↘2   |